# NGC 907
NGC 907 (другие обозначения — ESO 545-10, MCG -4-6-34, UGCA 28, IRAS02207-2056, PGC 9054) — спиральная галактика с перемычкой (SBd) в созвездии Кит.
Этот объект входит в число перечисленных в оригинальной редакции «Нового общего каталога».
Является частью небольшой группы взаимодействующих галактик, состоящей из трёх галактик, другие две — NGC 899 и IC 223.
Галактика NGC 907 входит в состав группы галактик NGC 908. Помимо NGC 907 в группу также входят ESO 544-30, PGC 8666, NGC 899, IC 223, NGC 908, ESO 545-16 и ESO 545-2.